# Pelayo Roza
Pelayo Roza Fonticiella (4 maggio 1996) è un canoista spagnolo, vicecampione del mondo a Seghedino 2019 nel K2 500 metri.

## Palmarès
| Anno | Manifestazione          | Sede             | Evento          | Risultato | Prestazione | Note |
| ---- | ----------------------- | ---------------- | --------------- | --------- | ----------- | ---- |
| 2013 | Mondiali juniores e U23 | Welland          | K1 1000m junior | Finale B  | 3'42"179    |      |
| 2013 | Mondiali juniores e U23 | Welland          | K1 200m junior  | Finale C  | 38"240      |      |
| 2013 | Mondiali juniores e U23 | Welland          | K4 1000m junior | Argento   | 2'58"503    |      |
| 2014 | Mondiali juniores e U23 | Seghedino        | K1 1000m junior | Bronzo    | 3'33"329    |      |
| 2014 | Mondiali juniores e U23 | Seghedino        | K4 1000m junior | Oro       | 3'00"777    |      |
| 2016 | Mondiali juniores e U23 | Minsk            | K2 1000m U23    | 9°        | 3'22"341    |      |
| 2017 | Mondiali juniores e U23 | Pitești          | K2 1000m U23    | 4°        | 3'40"316    |      |
| 2017 | Mondiali juniores e U23 | Pitești          | K4 500m U23     | Oro       | 1'20"656    |      |
| 2018 | Mondiali juniores e U23 | Plovdiv          | K1 1000m U23    | 8°        | 3'48"379    |      |
| 2018 | Mondiali juniores e U23 | Plovdiv          | K4 500m U23     | 4°        | 1'19"115    |      |
| 2018 | Europei                 | Belgrado         | K4 1000m        | Bronzo    | 2'49"701    |      |
| 2018 | Mondiali                | Montemor-o-Velho | K4 1000m        | Bronzo    | 2'59"341    |      |
| 2019 | Mondiali juniores e U23 | Pitești          | K2 1000m U23    | 8°        | 3'33"934    |      |
| 2019 | Mondiali                | Seghedino        | K1 500m         | 7°        | 1'37"016    |      |
| 2019 | Mondiali                | Seghedino        | K2 500m         | Argento   | 1'33"480    |      |